# State Bank of Travancore FC
State Bank of Travancore FC (englisch) ist ein Fußballverein aus Thiruvananthapuram, Indien. Derzeit spielt er in der zweiten Liga des Landes, der I-League 2. Division. Seine Heimspiele trägt der Verein im Chandrashekar-Nair-Stadion aus. 1999 stieg der Verein erstmals in die 1. Liga auf, konnte sich aber nur eine Saison in der Topliga halten. Dem zweiten Aufstieg 2004 folgte der direkte Wiederabstieg.

## Vereinserfolge
- I-League 2. Division

Meister und Aufsteiger 1998/99, 2003/04